# Central Michigan Chippewas

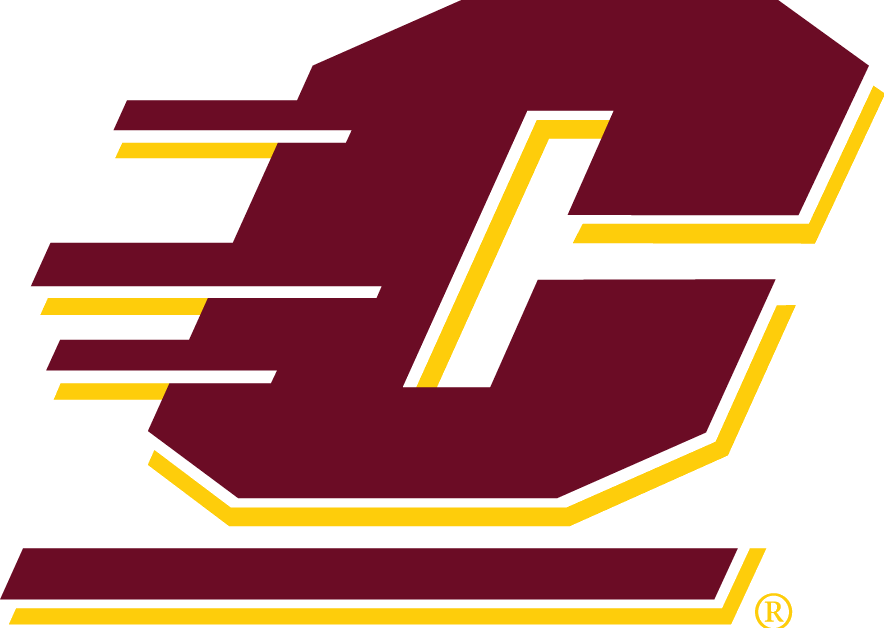
Central Michigan Chippewas Logo

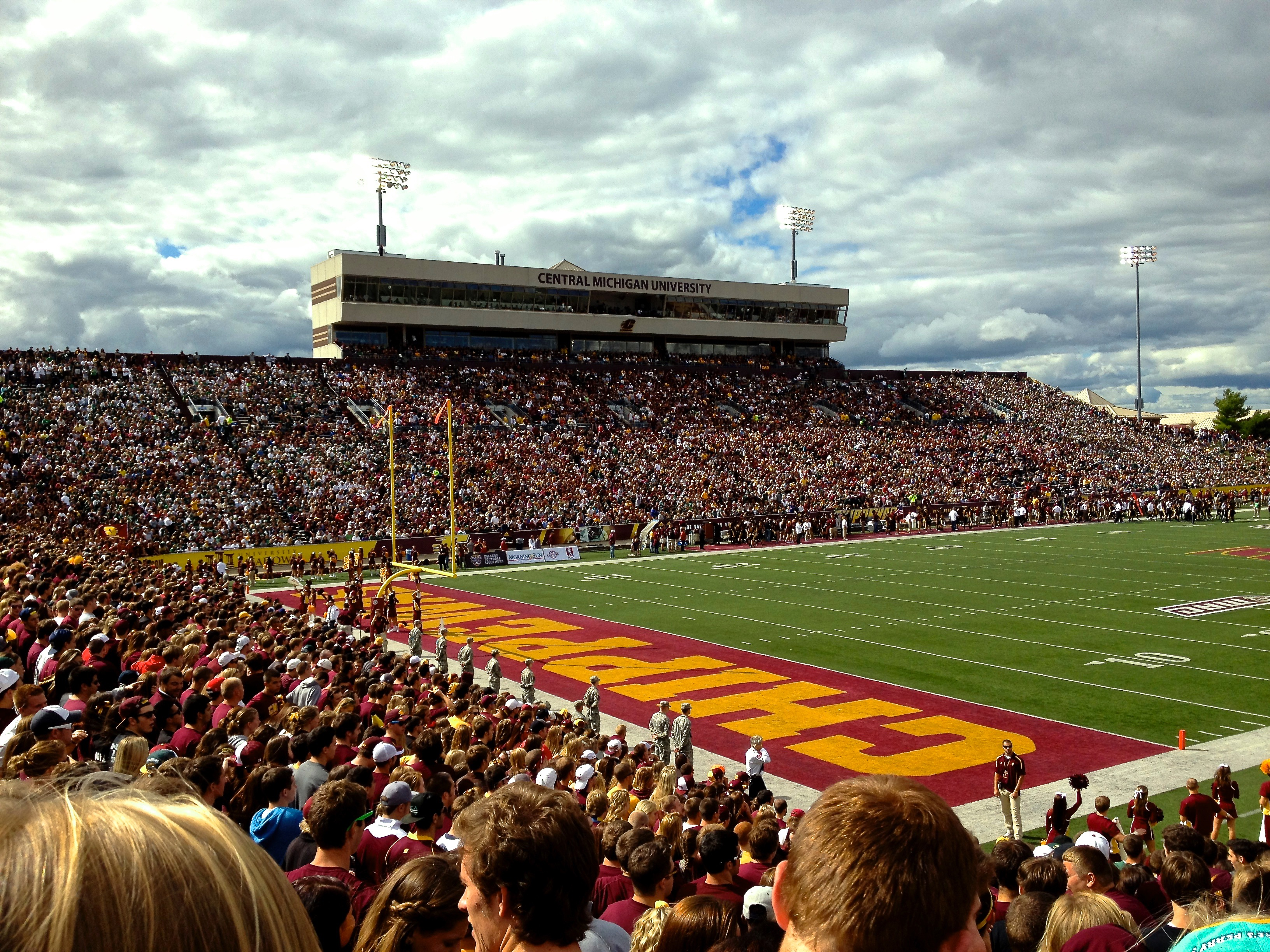
Central Michigan American-Football-Stadion

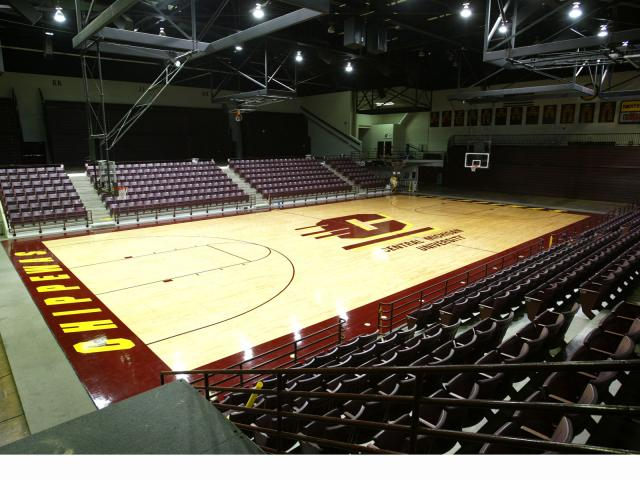
Central Michigan Basketball-Arena

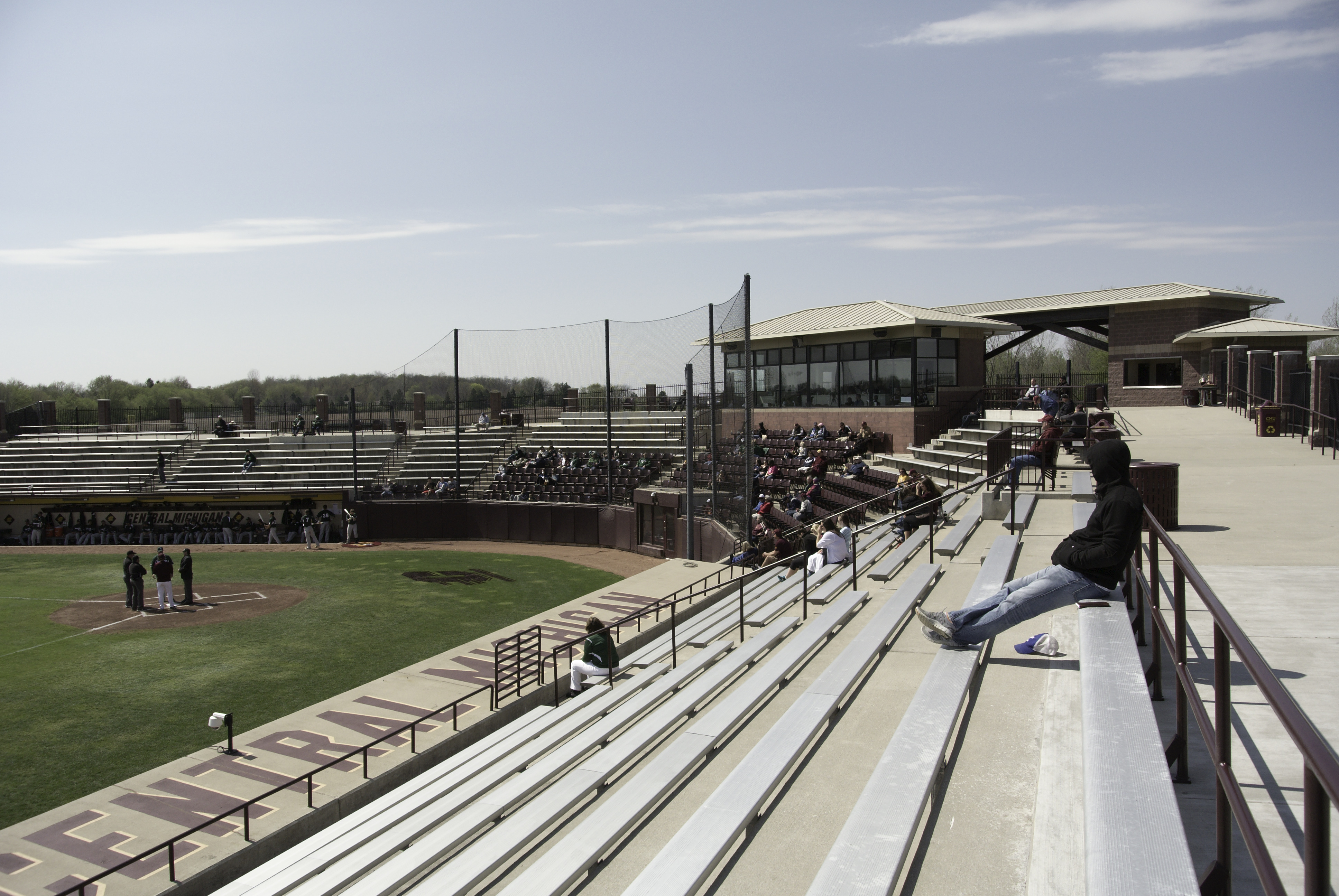
Central Michigan Baseballfeld

Die  Central Michigan Chippewas sind die Sportteams der Central Michigan University. Die 16 verschiedenen Sportteams nehmen an der NCAA Division I als ein Mitglied der Mid-American Conference in der West Division teil.

## Sportarten
Die Chippewas bieten folgende Sportarten an:
Herren Teams
- Baseball
- Basketball
- Crosslauf
- American Football
- Leichtathletik
- Freistilringen

Frauen Teams
- Basketball
- Crosslauf
- Hockey
- Golf
- Gymnastik
- Lacrosse – Spielt in der Southern Conference.
- Fußball
- Softball
- Leichtathletik
- Volleyball